# Mistrovství světa ve sportovní střelbě
Mistrovství světa ve sportovní střelbě (ISSF World Shooting Championships) je turnaj ve sportovní střelbě, organizovaný Mezinárodní střeleckou federací (International Shooting Sport Federation) (ISSF).
První turnaj v sportovní střelbě se uskutečnil v roce 1897 a do roku 1930 se konal každým rokem, do roku 1952 vždy lichým rokem a od roku 1954 se koná jednou za čtyři roky. První turnaj ve střelbě z brokových zbraní se uskutečnil v roce 1934 a do roku 1950 se konal každým sudým rokem a od roku 1959 se koná vždy lichý rok. První turnaj ve střelbě na běžící terč se uskutečnil v roce 1961 a pořádal se až do roku 1983. V roce 2008 se znovu obnovil. Všechny turnaje se nekonaly během první a druhé světové války.

## Přehled světových šampionátů
| Poř. | Rok     | Město                           | Země               |
| ---- | ------- | ------------------------------- | ------------------ |
| 1.   | MS 1897 | Lyon                            | Francie            |
| 2.   | MS 1898 | Turín                           | Itálie             |
| 3.   | MS 1899 | Loosduinen                      | Nizozemsko         |
| 4.   | MS 1900 | Paříž                           | Francie            |
| 5.   | MS 1901 | Lucern                          | Švýcarsko          |
| 6.   | MS 1902 | Řím                             | Itálie             |
| 7.   | MS 1903 | Buenos Aires                    | Argentina          |
| 8.   | MS 1904 | Lyon                            | Francie            |
| 9.   | MS 1905 | Brusel                          | Belgie             |
| 10.  | MS 1906 | Milán                           | Itálie             |
| 11.  | MS 1907 | Curych                          | Švýcarsko          |
| 12.  | MS 1908 | Vídeň                           | Rakousko-Uhersko   |
| 13.  | MS 1909 | Hamburk                         | Německá říše       |
| 14.  | MS 1910 | Loosduinen                      | Nizozemsko         |
| 15.  | MS 1911 | Řím                             | Itálie             |
| 16.  | MS 1912 | Bayonne a Biarritz              | Francie            |
| 17.  | MS 1913 | Camp Perry                      | USA                |
| 18.  | MS 1914 | Viborg                          | Dánsko             |
| 19.  | MS 1921 | Lyon                            | Francie            |
| 20.  | MS 1922 | Milán                           | Itálie             |
| 21.  | MS 1923 | Camp Perry                      | USA                |
| 22.  | MS 1924 | Remeš                           | Francie            |
| 23.  | MS 1925 | St. Gallen                      | Švýcarsko          |
| 24.  | MS 1927 | Řím                             | Itálie             |
| 25.  | MS 1928 | Loosduinen                      | Nizozemsko         |
| 26.  | MS 1929 | Stockholm                       | Švédsko            |
| 27.  | MS 1930 | Antverpy                        | Belgie             |
| 27.  | MS 1930 | Řím                             | Itálie             |
| 28.  | MS 1931 | Lvov                            | Polsko             |
| 29.  | MS 1933 | Granada                         | Španělsko          |
| 29.  | MS 1933 | Vídeň                           | Rakousko           |
| 30.  | MS 1935 | Řím                             | Itálie             |
| 30.  | MS 1935 | Brusel                          | Belgie             |
| 31.  | MS 1937 | Helsinky                        | Finsko             |
| 32.  | MS 1939 | Lucern                          | Švýcarsko          |
| 32.  | MS 1939 | Berlín                          | Německá říše       |
| 33.  | MS 1947 | Stockholm                       | Švédsko            |
| 34.  | MS 1949 | Buenos Aires                    | Argentina          |
| 35.  | MS 1952 | Oslo                            | Norsko             |
| 36.  | MS 1954 | Caracas                         | Venezuela          |
| 37.  | MS 1958 | Moskva                          | Sovětský svaz      |
| 38.  | MS 1962 | Káhira                          | Egypt              |
| 39.  | MS 1966 | Wiesbaden                       | Západní Německo    |
| 40.  | MS 1970 | Phoenix                         | USA                |
| 41.  | MS 1974 | Bern a Thun                     | Švýcarsko          |
| 42.  | MS 1978 | Soul                            | Jižní Korea        |
| 43.  | MS 1982 | Caracas                         | Venezuela          |
| 44.  | MS 1986 | Suhl                            | Východní Německo   |
| 44.  | MS 1986 | Skövde                          | Švédsko            |
| 45.  | MS 1990 | Moskva                          | Sovětský svaz      |
| 46.  | MS 1994 | Milán, Tolmezzo a Fagnano Olona | Itálie             |
| 47.  | MS 1998 | Barcelona a Zaragoza            | Španělsko          |
| 48.  | MS 2002 | Lahti                           | Finsko             |
| 49.  | MS 2006 | Záhřeb                          | Chorvatsko         |
| 50.  | MS 2010 | Mnichov                         | Německo            |
| 51.  | MS 2014 | Granada                         | Španělsko          |
| 52.  | MS 2018 | Čchangwon                       | Jižní Korea        |
| 53.  | MS 2022 | Londýn                          | Spojené království |

## Přehled světových šampionátů ve střelbě z brokových zbraní
| Poř. | Rok     | Město                 | Země            |
| ---- | ------- | --------------------- | --------------- |
| 1.   | MS 1934 | Budapešť              | Maďarsko        |
| 2.   | MS 1936 | Berlín                | Německá říše    |
| 3.   | MS 1938 | Luhačovice            | Československo  |
| 4.   | MS 1950 | Madrid                | Španělsko       |
| 5.   | MS 1959 | Káhira                | Egypt           |
| 6.   | MS 1961 | Oslo                  | Norsko          |
| 7.   | MS 1965 | Santiago de Chile     | Chile           |
| 8.   | MS 1967 | Bologna               | Itálie          |
| 9.   | MS 1969 | San Sebastián         | Španělsko       |
| 10.  | MS 1971 | Bologna               | Itálie          |
| 11.  | MS 1973 | Melbourne             | Austrálie       |
| 12.  | MS 1975 | Mnichov               | Západní Německo |
| 13.  | MS 1977 | Antibes               | Francie         |
| 14.  | MS 1979 | Montecatini Terme     | Itálie          |
| 15.  | MS 1981 | San Miguel de Tucumán | Argentina       |
| 16.  | MS 1983 | Edmonton              | Kanada          |
| 17.  | MS 1985 | Montecatini Terme     | Itálie          |
| 18.  | MS 1987 | Valencie              | Španělsko       |
| 19.  | MS 1989 | Montecatini Terme     | Itálie          |
| 20.  | MS 1991 | Perth                 | Austrálie       |
| 21.  | MS 1993 | Barcelona             | Španělsko       |
| 22.  | MS 1995 | Nikósie               | Kypr            |
| 23.  | MS 1997 | Lima                  | Peru            |
| 24.  | MS 1999 | Tampere               | Finsko          |
| 25.  | MS 2001 | Káhira                | Egypt           |
| 26.  | MS 2003 | Nikósie               | Kypr            |
| 27.  | MS 2005 | Lonato                | Itálie          |
| 28.  | MS 2007 | Nikósie               | Kypr            |
| 29.  | MS 2009 | Maribor               | Slovinsko       |
| 30.  | MS 2011 | Bělehrad              | Srbsko          |
| 31.  | MS 2013 | Lima                  | Peru            |
| 32.  | MS 2015 | Lonato                | Itálie          |
| 33.  | MS 2017 | Moskva                | Rusko           |

## Přehled světových šampionátů ve střelbě na běžící terč
| Poř. | Rok     | Město                  | Země            |
| ---- | ------- | ---------------------- | --------------- |
| 1.   | MS 1961 | Oslo                   | Norsko          |
| 2.   | MS 1967 | Bologna                | Itálie          |
| 3.   | MS 1969 | Sandviken              | Švédsko         |
| 4.   | MS 1973 | Melbourne              | Austrálie       |
| 5.   | MS 1975 | Mnichov                | Západní Německo |
| 6.   | MS 1979 | Linec                  | Rakousko        |
| 7.   | MS 1981 | Tucumán a Buenos Aires | Argentina       |
| 8.   | MS 1983 | Edmonton               | Kanada          |
| 9.   | MS 2008 | Plzeň                  | Česko           |
| 10.  | MS 2009 | Heinola                | Finsko          |
| 11.  | MS 2012 | Stockholm              | Švédsko         |
| 12.  | MS 2016 | Suhl                   | Německo         |

## Historické pořadí podle medailí (2017)
| Pořadí | Země                    | Zlatá medaile | Stříbrná medaile | Bronzová medaile | Celkem |
| ------ | ----------------------- | ------------- | ---------------- | ---------------- | ------ |
| 1.     | Rusko                   | 335           | 231              | 171              | 737    |
|        | z toho Sovětský svaz    | 257           | 162              | 106              | 525    |
| 2.     | USA                     | 202           | 187              | 178              | 567    |
| 3.     | Švýcarsko               | 175           | 148              | 126              | 449    |
| 4.     | Itálie                  | 122           | 98               | 99               | 319    |
| 5.     | Čína                    | 108           | 100              | 66               | 274    |
| 6.     | Německo                 | 91            | 95               | 111              | 297    |
|        | z toho Východní Německo | 14            | 22               | 31               | 67     |
|        | z toho Západní Německo  | 32            | 30               | 40               | 102    |
| 7.     | Švédsko                 | 79            | 111              | 115              | 305    |
| 8.     | Finsko                  | 72            | 93               | 93               | 258    |
| 9.     | Francie                 | 61            | 93               | 104              | 258    |
| 10.    | Norsko                  | 44            | 57               | 62               | 163    |
| 11.    | Maďarsko                | 36            | 41               | 54               | 131    |
| 12.    | Česko                   | 34            | 51               | 53               | 138    |
|        | z toho Československo   | 16            | 23               | 25               | 64     |

## Nejúspěšnější střelci MS (individuální medaile)

### Muži
|    | Příslušnost | Jméno               | Aktivní roky | Disciplíny    | Zlatá medaile | Stříbrná medaile | Bronzová medaile | Celkem |
| -- | ----------- | ------------------- | ------------ | ------------- | ------------- | ---------------- | ---------------- | ------ |
| 1. | Švýcarsko   | Konrad Staeheli     | 1898 - 1914  | pistole/puška | 22            | 13               | 9                | 44     |
| 2. | Švýcarsko   | Karl Zimmermann     | 1921 - 1947  | puška         | 19            | 9                | 13               | 41     |
| 3. | Švýcarsko   | Josias Hartmann     | 1921 - 1933  | puška         | 8             | 8                | 10               | 26     |
| 4. | Švýcarsko   | Emil Kellenberger   | 1899 - 1922  | puška         | 8             | 7                | 0                | 15     |
| 5. | Švédsko     | Torsten Elis Ullman | 1933 - 1954  | pistole       | 8             | 2                | 0                | 10     |

### Junioři
|    | Příslušnost | Jméno             | Aktivní roky | Disciplíny  | Zlatá medaile | Stříbrná medaile | Bronzová medaile | Celkem |
| -- | ----------- | ----------------- | ------------ | ----------- | ------------- | ---------------- | ---------------- | ------ |
| 1. | Rusko       | Mikhail Azarenko  | 2008 - 2009  | běžící terč | 4             | 0                | 4                | 8      |
| 2. | Rusko       | Dmitry Romanov    | 2002 - 2006  | běžící terč | 3             | 2                | 1                | 6      |
| 3. | Rusko       | Yuri Dovgal       | 2009 - 2010  | běžící terč | 3             | 2                | 0                | 5      |
| 4. | Finsko      | Heikki Lahdekorpi | 2012 - 2014  | běžící terč | 3             | 0                | 1                | 4      |
| 5. | Rusko       | Denis Koulakov    | 2002 - 2002  | pistole     | 3             | 0                | 0                | 3      |

### Ženy
|    | Příslušnost           | Jméno             | Aktivní roky | Disciplíny  | Zlatá medaile | Stříbrná medaile | Bronzová medaile | Celkem |
| -- | --------------------- | ----------------- | ------------ | ----------- | ------------- | ---------------- | ---------------- | ------ |
| 1. | Kanada                | Susan Nattrass    | 1971 - 2006  | brokovnice  | 7             | 4                | 3                | 14     |
| 2. | Sovětský svaz / Rusko | Marina Logvinenko | 1981 - 1998  | pistole     | 5             | 2                | 2                | 9      |
| 3. | Bulharsko             | Vesela Letcheva   | 1985 - 1990  | puška       | 5             | 0                | 1                | 6      |
| 4. | Sovětský svaz         | Larisa Guvrich    | 1967 - 1979  | brokovnice  | 4             | 3                | 0                | 7      |
| 5. | Ukrajina              | Galina Avramenko  | 2006 - 2016  | běžící terč | 4             | 2                | 2                | 8      |

### Juniorky
|    | Příslušnost | Jméno                | Aktivní roky | Disciplíny  | Zlatá medaile | Stříbrná medaile | Bronzová medaile | Celkem |
| -- | ----------- | -------------------- | ------------ | ----------- | ------------- | ---------------- | ---------------- | ------ |
| 1. | Ukrajina    | Valentyna Goncharova | 2008 - 2010  | běžící terč | 3             | 1                | 2                | 6      |
| 2. | Maďarsko    | Veronika Major       | 2012 - 2016  | běžící terč | 3             | 1                | 1                | 5      |
| 3. | Maďarsko    | Bianka Keczeli       | 2006 - 2008  | běžící terč | 3             | 1                | 0                | 4      |
| 4. | Německo     | Dorothee Bauer       | 2002 - 2002  | puška       | 2             | 1                | 0                | 3      |
| 5. | USA         | Emily Blount         | 2006 - 2007  | brokovnice  | 2             | 0                | 0                | 2      |